# アサマリンドウ
アサマリンドウ（朝熊竜胆、学名：Gentiana sikokiana Maxim.）は、リンドウ科リンドウ属に分類される多年草の1種。日本の固有種である。和名のアサマ（朝熊）は、最初に三重県の朝熊山（朝熊ヶ岳）で発見されたことに由来する。種小名のsikokianaは、四国産を意味する。

## 特徴
根は粗いひげ根で薄黄色。茎は直立または斜上し、4条線があり、草丈は高さ10-25 cm。葉は卵形または長楕円形、長さ3-9 cm、革質で先端が尖り、基部も次第に狭まって、明らかな葉柄に連なり、縁には波状のしわがあり、少し光沢があり、3主脈が目立ち、2-4対が対生する。茎の先端と上部の葉腋に、青紫色の花を上向きに数個つける。花冠は長さ4-5 cm、表面に薄緑色の細かい斑点がある。萼は緑色、萼筒は長さ10 mm前後、裂片は卵形で、5裂し、平らに開く。花冠副片は小さく、蒴果は花冠から出ない。種子は披針形で、網紋と狭い翼がある。花期は10-11月。

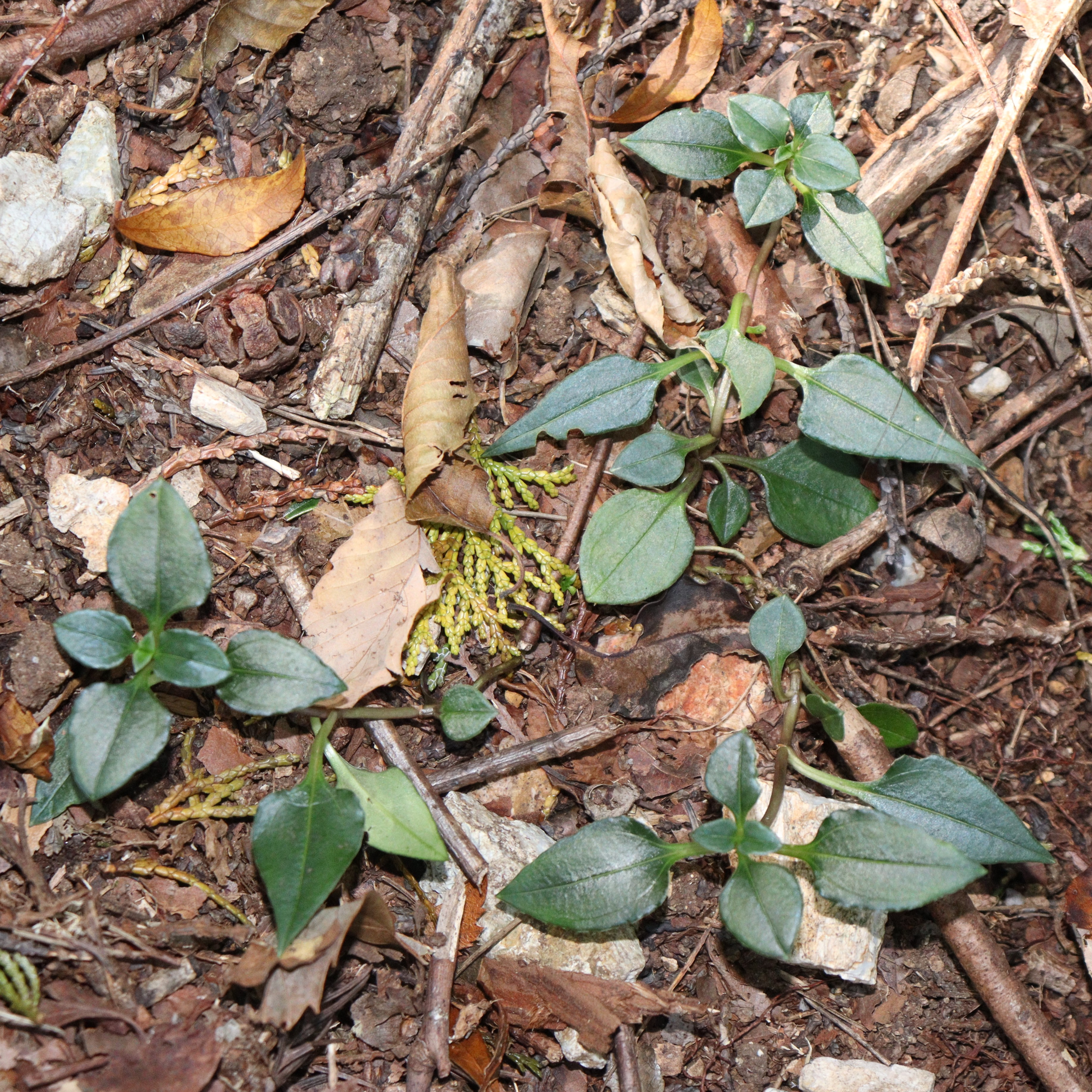
葉は卵形または長楕円形、少し光沢があり、3主脈が目立つ
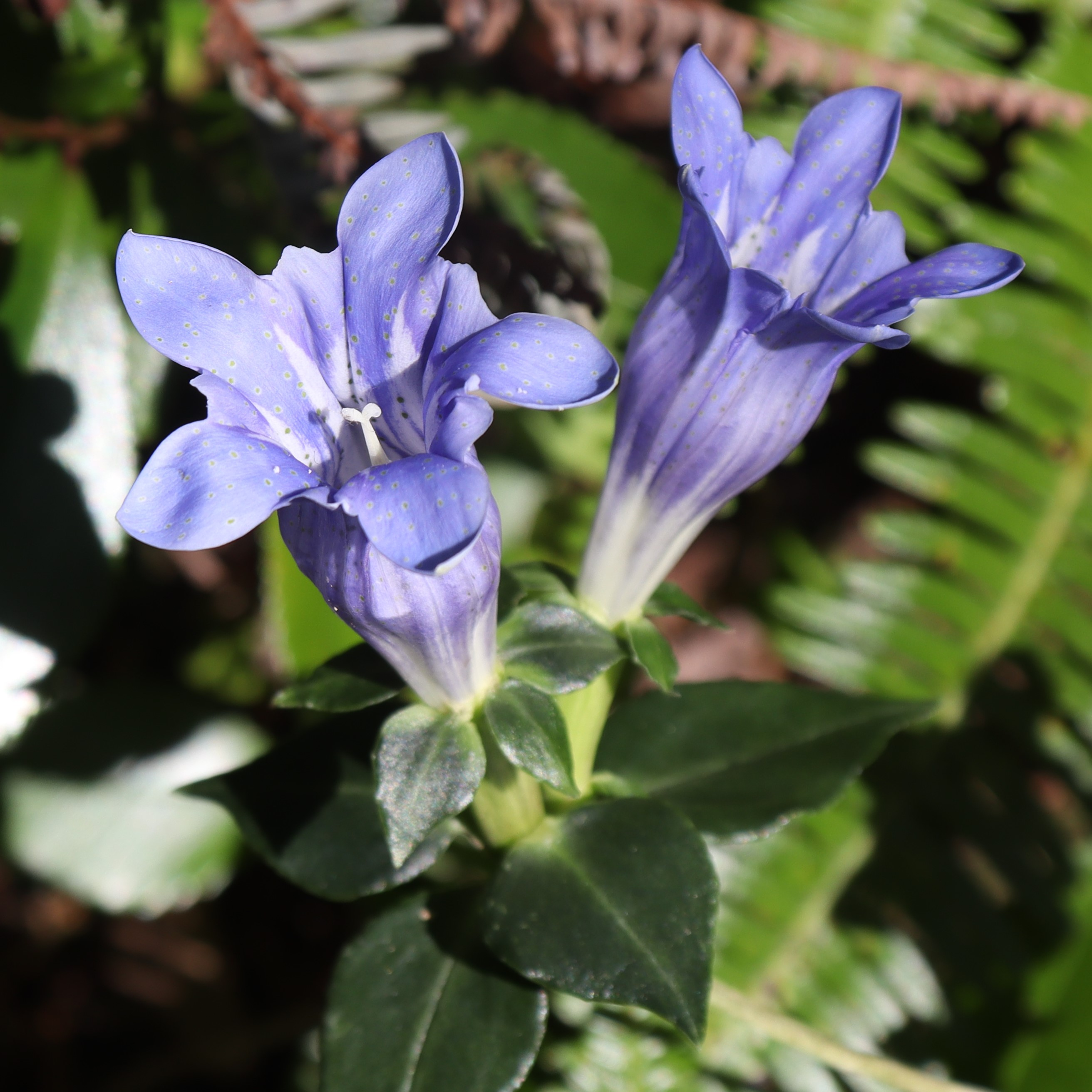
青紫色の花を上向きに数個つけ、萼裂片は卵形で、5裂し、平らに開く

## 分布と生育環境

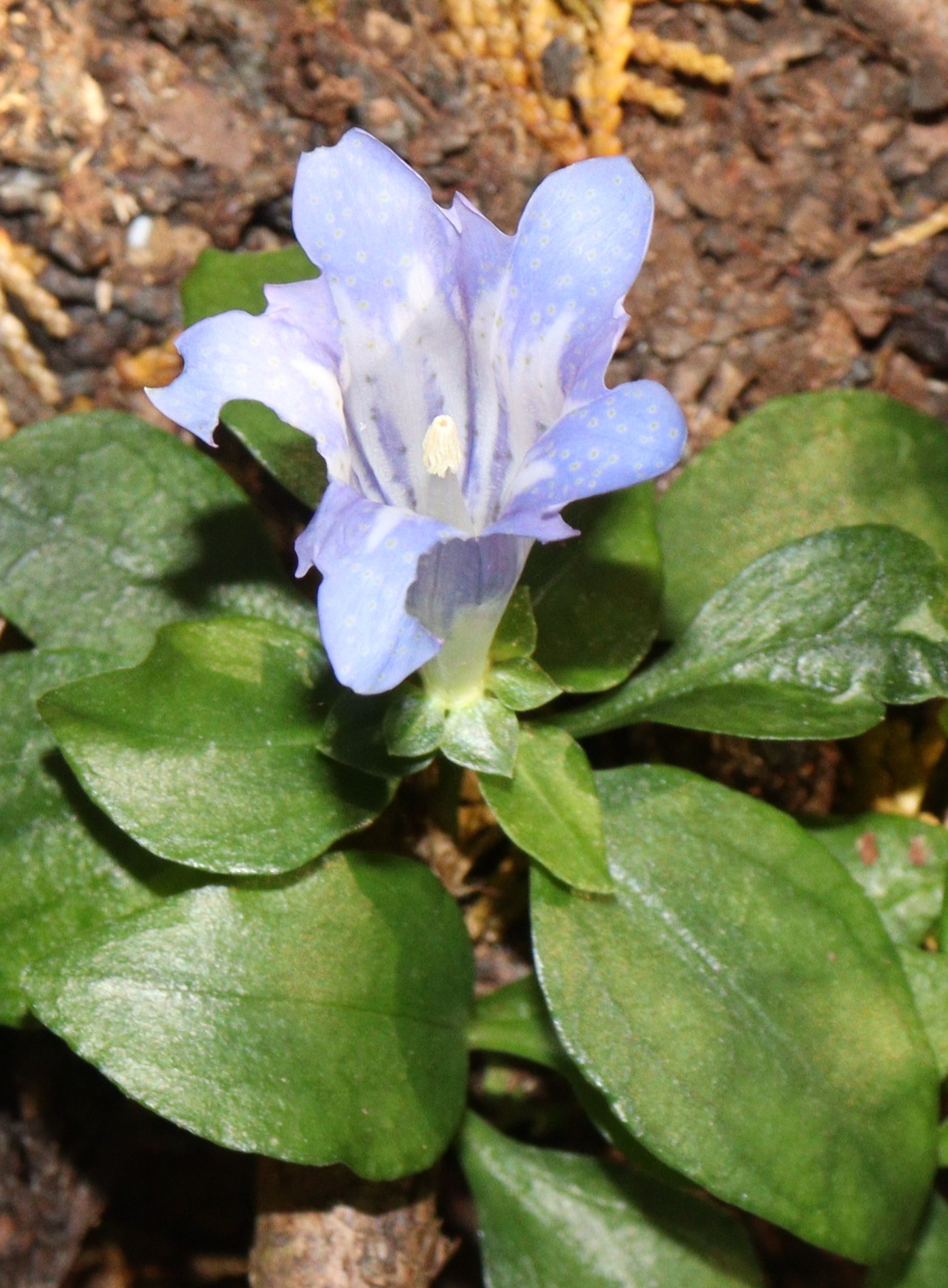
低山地の林内に生育するアサマリンドウ、朝熊山（三重県伊勢市）にて

日本の本州（紀伊半島南部、中国地方）、四国、九州に分布する。九州山地、四国山地と紀伊山地に特徴的に分布する植物であるソハヤキ要素植物のひとつとされている。1932年（昭和7年）に『三重県植物誌』で、朝熊七草のひとつとして紹介されている。
低山地の林内に生育する。

## 分類
まれにリンドウとの自然雑種のイセリンドウ（学名：G. iseana Makino）が見られる。以下の品種が知られている。
シロバナアサマリンドウ
白花朝熊竜胆、学名：Gentiana sikokiana Maxim. f. albiflora Akasawa et E.Hirose

## リンドウとの識別ポイント
同属のリンドウに形態が似ていて、リンドウが葉が5対以上なのに対して、本種は葉が2-4対。。リンドウは萼裂片が披針形または線形で平開しないのに対して、本種は萼裂片が卵形で平開する。リンドウは葉の縁が波状にならず、葉柄がないのに対して、本種は葉の縁が波状になり、葉柄がある。
| 和名 | アサマリンドウ                                                      | リンドウ                                                             |
| ---- | ------------------------------------------------------------------- | -------------------------------------------------------------------- |
| 学名 | Gentiana sikokiana Maxim.                                           | Gentiana scabra Bunge var. buergeri (Miq.) Maxim. ex Franch. et Sav. |
| 分布 | 本州（紀伊半島南部、中国地方） 四国、九州                           | 本州 四国、九州、奄美                                                |
| 草丈 | 10-25 cm                                                            | 20-100 cm                                                            |
| 花   | 花期10-11月                                                         | 花期9-11月                                                           |
| 萼   | 萼裂片が卵形 平開する                                               | 萼裂片が披針形または線形 平開しない                                  |
| 葉   | 葉は卵形または長楕円形 少し光沢がある 葉の縁が波状になり 葉柄がある | 葉は卵状披針形 葉の縁が波状にならず 葉柄がない                       |

## 種の保全状況評価
環境省による国レベルのレッドリストとしての指定はないが、香川県では準絶滅危惧（NT）の指定を受けている。採取行為や森林開発による生育地の消失などにより、個体数の減少が顕著となっている。

## 脚注

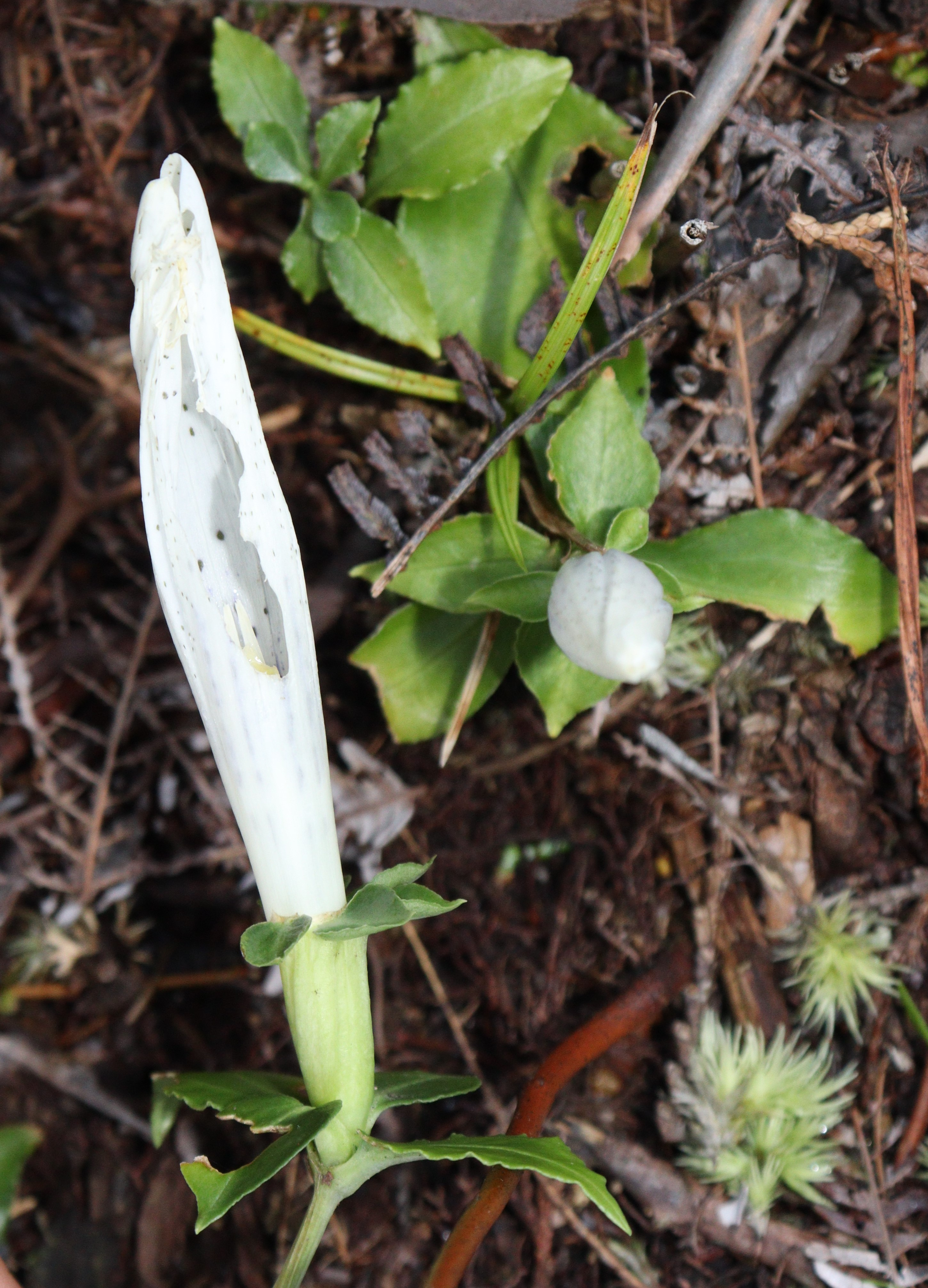
白い花をつける品種のシロバナアサマリンドウ